# Револьо, Марсела
Мириам Марсела Револьо Кирога (исп. Miriam Marcela Revollo Quiroga; родилась 18 июля 1964 года) — боливийская учёная-социолог и политик, с 2010 по 2015 год бывшая членом Палаты депутатов от Ла-Паса. Хотя политическая карьера Револьо тесно связана с карьерой её мужа, мэра Ла-Паса Хуана дель Гранадо, её политическая активность предваряла их знакомство. 
Выпускница высших университетов Сан-Симона и Сан-Андреса, Револьо вошла в политическую жизнь как активистка студенческого движения и была стойкой сторонницей включения женщин в демократический процесс страны. Вместе с мужем она основала «Движение без страха», по партийному списку которого избиралась в Учредительное собрание от Ла-Паса с 2006 по 2007 год. Будучи парламентарием, она продолжала работать над продвижением женских интересов, в основном поддерживая социальную политику, проводимую правящим Движением к социализму, хотя одновременно критиковала многие нелиберальные действия властей.

## Ранние годы
Марсела Револьо родилась 18 июля 1964 года в Кочабамбе в семье Карлоса Револьо и Эстер Кироги. Она получила степень бакалавра социологии в Высшем университете Сан-Симона, а затем переехала в Ла-Пас, чтобы поступить в Высший университет Сан-Андрес, где получила степень магистра политологии и доктора наук о развитии. 
Револьо начала участвовать в политической жизни с 17 лет как активистка студенческого движения, связанного с более широкими левыми течениями, бывшими инициаторами перехода страны от диктатуры к демократии. Она присоединилась к Революционному левому движению — Массовому фронту (MIR-MASAS), леворадикальному отколу от более крупного Левого революционного движения (MIR). Будучи членом этой организации, 22-летняя Револьо познакомилась с Хуаном дель Гранадо — признанным политическим лидером MIR-MASAS и в то время ведущим прокурором в судебном процессе по обвинению свергнутого одиозного диктатора Луиса Гарсиа Меса. Три года спустя они поженились; у них родилось двое детей: Габриэла и Андрес.
В последующие годы Револьо посвятила себя преподаванию и исследованиям, сочетая левые идеалы с феминистскими теориями, уделяя особое внимание правам женщин и борьбе с гендерным насилием. В политической сфере эти концепции переросли в требования женских квот в партийных списках и правовых санкций за насилие по признаку пола. Левый поворот в латиноамериканском регионе позволил интеллектуалам наподобие Револьо участвовать в управлении государством, несмотря на их более критическое отношение к неолиберальному экономическому курсу и другим аспектам политики властей.

## Политическая карьера
Политическая карьера Револьо была тесно связана с путём её мужа дель Гранадо, который после осуждения Гарсиа Меса продолжал работать в Палате депутатов, прежде чем был избран мэром Ла-Паса в 1999 году. Вместе с дель Гранадо Револьо была одним из основателей «Движения без страха» (MSM), во главе которого её муж управлял столицей более десятилетия. Начиная с выборов 2005 года, MSM заключили избирательный договор с Движением к социализму (MAS-IPSP), благодаря которому многие деятели партии достигли парламентских мандатов . Среди них была и Револьо, избранная в 2006 году по партийному списку MAS представлять Ла-Пас в Учредительном собрании
Револьо повторила свою победу в 2009 году, когда ее выдвинули на выборах в Палату депутатов. В рамках общего альянса с MAS в более преуспевающих столичных округах выдвигались члены MSM, которые пользовалась большей поддержкой среди городского населения. Револьо легко победила в округе 10, который ранее представлял дель Гранадо. Однако уже вскоре коалиция MAS и MSM быстро распалась в результате решения первого баллотироваться на муниципальных выборах 2010 года в одиночку. В парламенте Револьо возглавила небольшую группу депутатов от MSM, избранных на срок 2010—2015 годов, создав отколовшуюся фракцию оппозиции в Палате депутатов, из-за чего правящая партия добивалась её отстранения от депутатства. Револьо, со своей стороны, призвала MAS созвать референдум об отзыве, чтобы определить, следует ли ей и ее коллегам сдать свои мандаты. В конечном итоге Комиссия по этике палаты вынесла решение против применения санкций к Револьо.
На протяжении своего срока Револьо придерживалась прагматичного подхода к законодательству, поддерживая социальные проекты MAS, в том числе внося важный вклад в законодательство в пользу женщин и окружающей среды, хотя она одновременно критиковала правящую партию за нелиберальные практики. Хотя MSM выдвинуло свой собственный список кандидатов на всеобщих выборах 2014 года, Револьо решила не бороться за собственное переизбрание. После поражения MSM на выборах и последующей утраты его юридического статуса и дель Гранадо, и Револьо ушли из политики, а последний вернулся к преподаванию в Высшем университете Сан-Андрес.

## Публикации
- Revollo Quiroga, Marcela. Las Cifras de la Violencia: Violencia Doméstica Registrada en Cochabamba :  [исп.] / Marcela Revollo Quiroga, Amanda Dávila Torres, Beatriz Ascarrunz Seoane. — La Paz : Subsecretaría de Asuntos de Género, 1994.
- Revollo Quiroga, Marcela. Las Cifras de la Violencia: Violencia Doméstica Registrada en La Paz :  [исп.] / Marcela Revollo Quiroga, Beatriz Ascarrunz Seoane. — La Paz : Subsecretaría de Asuntos de Género, 1994.
- Revollo Quiroga, Marcela. Las Cifras de la Violencia: Violencia Doméstica Registrada en Bolivia (IVR-Mujer) :  [исп.]. — La Paz : Subsecretaría de Asuntos de Género, 1995.
- Revollo Quiroga, Marcela. Los Jueces y la Sana Crítica, una Visión de Género: Juzgamiento en Familia :  [исп.]. — La Paz : Subsecretaría de Asuntos de Género, 1996.
- Revollo Quiroga, Marcela. Mujer, Costumbre y Violencia en la Ciudad de El Alto :  [исп.]. — La Paz : Centro de Información y Desarrollo de la Mujer, 1996.
- Revollo Quiroga, Marcela. Mujeres bajo Prueba: La Participación Electoral de las Mujeres antes del Voto Universal (1938–1949) :  [исп.]. — La Paz : Eureka Ediciones, 2001.